# Яр, Сергей Пиякович
Сергей Пиякович Яр (род. 7 мая 1952 года, село Гыда, Тазовский район, Ямало-Ненецкий автономный округ) —  российский юрист и политик. Народный депутат РСФСР (1990―1993).

## Биография
Родился 7 мая 1952 года в селе Гыда, Тазовский район, Ямало-Ненецкий автономный округ.
В 1981 году окончил Высшую следственную школу МВД РСФСР в Волгограде (ныне Волгоградская академия МВД России). Работал следователем в отделе внутренних дел в Приуральском районе ЯНАО, был инструктором отдела агитации и пропаганды в Приуральском райкоме КПСС; занимал пост председателя Приуральского районного комитета народного контроля.
В 1990 году был избран председателем Приуральского районного Совета народных депутатов. С октября 1991 года ― представитель Президента России в ЯНАО. С 1989 года ― вице-президент ассоциации «Ямал ― потомкам!».
Был народным депутатом и членом Совета национальностей Верховного совета РСФСР (1990―1993), состоял во фракции «Суверенитет и равенство», занимался вопросами местами самоуправления, социально-экономического развития национальных республик и проблемами коренных малочисленных народов. 
Занимается адвокатской практикой.

## Семья
Женат, в семье есть дочь и сын. Брат ― Иосиф Пиякович Яр, глава муниципального образования село Гыда с 2006 по 2012 годы.